# Klemen Slakonja
Klemen Slakonja, znan tudi zgolj kot Klemen, slovenski igralec, pevec, avtor besedil, komik, imitator in televizijski voditelj, * 3. junij 1985, Brežice

## Življenjepis
Klemen Slakonja je po maturi na Gimnaziji Brežice študiral Dramsko igro in umetniško besedo na Akademiji za gledališče, radio, film in televizijo Univerze v Ljubljani pod mentorstvom Mileta Koruna in Matjaža Zupančiča. Diplomiral je z diplomsko nalogo z naslovom Prebujenje leta 2010. Od leta 2010 do 2018 je bil član igralskega ansambla SNG Drama Ljubljana.  
Medijsko pot je začel kot voditelj na Radiu Energy ter povezovalec prireditev. Na eni od njih ga je opazil voditelj Edi Štraus in ga povabil k sodelovanju v oddaji Radio Ga Ga. Kasneje je sodeloval tudi v televizijskih oddajah Hri-bar in NLP. Leta 2011 je vodil prireditev EMA 2011, leta 2012 pa oddajo Misija Evrovizija, izbor za EMA 2012, izbor EMA 2020.
Znan je tudi po parodičnih priredbah popularnih pesmi, ki jih je predstavljal najprej v svoji zabavnoglasbeni oddaji Zadetek v petek (TV 3 Medias), kasneje pa na Je belli cesti (POP TV), posebej "JJ Style", parodiji uspešnice Gangnam Style na temo aktualnega političnega dogajanja v državi. Zanjo je posnel tudi videospot, ki je dobil preko milijon ogledov in tako postal slovenski hit na portalu YouTube. Širšo mednarodno pozornost je pritegnil leta 2016 s parodijo lika in dela ruskega predsednika Vladimirja Putina, kasneje še Donalda Trumpa in Angele Merkel.   
Novembra 2020 je pri založbi Universal Music Slovenia izdal božični EP Under My Xmas Tree s 6 pesmimi. 
Klemen Slakonja je svoje pevske sposobnosti večkrat pokazal na razprodanih koncertih z Big bandom RTV Slovenija ter na koncertih z naslovom Ni da ni ob spremljavi Small banda (Igor Leonardi, Tadej Kampl in Janez Gabrič) ali Medium rare banda (Igor Leonardi – kitara, Tadej Kampl – bas, Janez Gabrič – bobni, Nejc Škofic – klaviature, Bojan Zupančič – saksofon, Matjaž Kajzer – trobenta, Domen Gantar – pozavna). 
1. februarja 2025 se je s skladbo »How Much Time Do We Have Left« (Klemen Slakonja/Klemen Slakonja/Ryan Small, Maja Slatinšek, Klemen Slakonja) predstavil na izboru Ema 2025 in v superfinalu zmagal. Slovenijo je zastopal na Pesmi Evrovizije v Baslu v prvem predizboru, od koder se ni uvrstil v finale. V polfinalu je zbral 23 točk in se uvrstil na 13. mesto od skupno 15 nastopajočih.

### Zasebno
S partnerko, igralko Mojco Fatur, ima dva otroka.

## Nagrade
Za svoje televizijsko in gledališko delo je bil večkrat nagrajen. Med drugim je prejel 5 medijskih nagrad viktor za televizijsko delo (od tega za najobetavnejšo medijsko osebnost) ter nagrado žlahtni komedijant za več vlog v predstavi Tak si. 
- Nagrada posebnim ljudem za soustvarjanje posebnih zgodb PM ozvezdje (2018)
- Kolektivna avtorska ideja celostnega oblikovanja odmora predstave Kralj Ubu (Festival Borštnikovo srečanje, 2016)[13]
- Viktor popularnosti za najboljšo TV-osebnost 2013 in strokovni viktor za najboljšega voditelja zabavne TV-oddaje 2013 (2014)
- Nagrada festivala Dnevi komedije za žlahtnega komedijanta za vloge Potnikov v predstavi Tak si (2024)
- Viktor popularnosti za najboljšo TV-osebnost 2011 in strokovni viktor za najboljšega voditelja zabavne TV-oddaje 2011 (2012)
- Vikendov gong popularnosti za televizijskega voditelja razvedrilnega programa (2012)
- Strokovni viktor za najobetavnejšo medijsko osebnost 2008 (2009)

## Delo

### Televizija
| Leto | Naslov                                    | Kanal       | Vloga                          |
| ---- | ----------------------------------------- | ----------- | ------------------------------ |
| 2007 | Hri-bar                                   | RTV SLO 1   | imitator                       |
| 2008 | Nekega lepega popoldneva (NLP)            | TV SLO      | sovoditelj                     |
| 2011 | EMA 2011                                  | TV SLO      | voditelj                       |
| 2011 | Misija Evrovizija                         | TV SLO      | voditelj                       |
| 2012 | EMA 2012                                  | TV SLO      | voditelj                       |
| 2013 | Zadetek v petek                           | TV 3 Medias | voditelj                       |
| 2013 | Je bella cesta                            | POP TV      | voditelj                       |
| 2016 | EMA 2016                                  | TV SLO      | voditelj                       |
| 2016 | Od blizu (pogovorna oddaja Vesne Milek)   | TV SLO      | gost četrte oddaje prve sezone |
| 2019 | Zadnji večer s Klemnom Slakonjo (koncert) | TV SLO      | voditelj, nastopajoči          |
| 2020 | EMA 2020                                  | TV SLO      | voditelj                       |
| 2021 | Kdo si ti? Zvezde pod masko               | Planet TV   | voditelj                       |

### Gledališče (izbor)
Slakonja je sodeloval z različnimi slovenskimi gledališči. Zaposlen je bil v ljubljanski Drami, kot gostujoči igralec pa je sodeloval z Mestnim gledališčem Ptuj, Mestnim gledališčem ljubljanskim (MGL), Gledališčem Koper, Siti teatrom BTC, Opero in baletom SNG Maribor ter SNG Opero in baletom Ljubljana. V nadaljevanju je izbor le nekaterih gledaliških vlog. 
- 2023 KAR ŽELIŠ, TO DOBIŠ, r. Ajda Valcl, Siti teater BTC
- 2022 Nikola Tesla; TESLA, r. Aleksandar Popovski, Opera in balet SNG Maribor
- 2019 John Styx (alt.); ORFEJ V PEKLU, r. Vito Taufer, SNG Opera in balet Ljubljana
- 2017 Župnik; HLAPCI, r. Janez Pipan, SNG Drama Ljubljana
- 2017 Tulpenheim; ŽUPANOVA MICKA, r. Luka Martin Škof, SNG Drama Ljubljana
- 2016 CUCKI, r. Matjaž Latin, Mestno gledališče Ptuj
- 2016 Klemen Slakonja; KRALJ UBU, r. Jernej Lorenci, SNG Drama Ljubljana
- 2015 Marcel; NVENTURA, r. Ajda Valcl, SNG Drama Ljubljana
- 2014 Bojan; Fran Levstik TUGOMER, r. Diego De Brea, SNG Drama Ljubljana
- 2014 Vojvoda Clarence; RIHARD III. + II., r. Tomaž Pandur, SNG Drama Ljubljana
- 2013 Drugorojeni sin; PRIJATELJI, r. Mateja Koležnik, SNG Drama Ljubljana
- 2013 Potniki; TAK SI, r. Aleksandar Popovski, Siti teater BTC
- 2013 Duhovnik; MISTERIJ BUFFO, r. Aleksandar Popovski, SNG Drama Ljubljana
- 2012 MATI, r. Sebastijan Horvat, SNG Drama Ljubljana
- 2011 Lorenzo; BENEŠKI TRGOVEC, r. Eduard Miler, SNG Drama Ljubljana
- 2009 Melchior; POMLADNO PREBUJENJE, r. Sebastijan Horvat, Mestno gledališče ljubljansko
- 2008 Peter Van Daan; LJUBEZEN ANNE FRANK ali ZGODBA O ČLOVEŠKEM DOSTOJANSTVU, r. Ksenija Murari, Gledališče Koper[14]

### Filmi
| Leto | Naslov                             | Vloga                      | Režiser                     |
| ---- | ---------------------------------- | -------------------------- | --------------------------- |
| 2022 | Kapa (celovečerni mladinski film)  | Policist                   | Slobodan Maksimović         |
| 2014 | Cipercoper (kratki animirani film) | Brihta                     | Boris Dolenc, Jernej Žmitek |
| 2013 | Maček Muri (kratki animirani film) | Mayor; avtor besedil pesmi | Boris Dolenc, Jernej Žmitek |
| 2009 | Osebna prtljaga (celovečerni film) | Vid                        | Janez Lapajne               |
| 2009 | Palčica (kratki animirani film)    | Glas                       | Boris Dolenc                |
| 2007 | Osa (kratki študentski film)       | Vojak 2                    | Kaja Tokuhisa               |
| 2007 | Vučko (kratki študentski film)     | Starešina Wood             | Matevž Luzar                |
| 2006 | Skušnjava (kratki študentski film) |                            | Marko Šantić                |

### Radio
| Leto | Oddaja      | Radio                              | Vloga    |
| ---- | ----------- | ---------------------------------- | -------- |
| 2007 | -           | Radio Krško (kasneje Radio Energy) | voditelj |
| 2007 | Radio Ga Ga | Radio Slovenija 1                  | imitator |

### Sinhronizacije risank in risanih filmov
Glas Klemna Slakonje je prepoznaven tudi najmlajšim gledalcem. Je sinhronizator risank (RTV SLO - Knjiga o džungli, Bali, Govoreči Tom, Vse o Rozi, Brina ipd.) in risanih filmov.
| Leto | Film                    | Vloga           |
| ---- | ----------------------- | --------------- |
| 2024 | Mufasa: Levji kralj     | Timon           |
| 2024 | Kung fu panda 4         | Po              |
| 2023 | Dnevnik Pauline P.      | Učitelj         |
| 2020 | Zverjasec in Zverjašček | Zverjašček      |
| 2019 | Levji kralj             | Timon           |
| 2019 | Ledeno kraljestvo       | Hans            |
| 2017 | Lego Batman film        | Joker           |
| 2016 | Zootropolis             | Nik             |
| 2016 | Kung fu panda 3         | Po              |
| 2013 | Ledeno kraljestvo       | Hans            |
| 2011 | Zverjašček              | Zverjašček      |
| 2011 | Kung fu panda 2         | Po              |
| 2011 | Smrkci                  | Patrick Winslow |
| 2010 | Svet igrač 3            | Ken             |
| 2010 | Jaz, baraba             | Vector          |
| 2009 | Alvin in veverički      | Alvin           |
| 2008 | Kung fu panda           | Po              |
| 2008 | Alvin in veverički      | Alvin           |
| 2008 | Horton                  | Morton          |

### Spletna serija
| Leto | Naslov                        | Avtor         | Vloga                                  |
| ---- | ----------------------------- | ------------- | -------------------------------------- |
| 2010 | Dan ljubezni (youtube serija) | Luka Marčetič | Matija, zaščitniški brat (10. epizoda) |

### Oglasi
| Leto | Naslov                                        | Agencija   | Naročnik                                 |
| ---- | --------------------------------------------- | ---------- | ---------------------------------------- |
| 2014 | Zadžuskaj s Klemzyjem (več oglasov na spletu) | Idejalisti | zavarovalnica Vzajemna (paketi za mlade) |

## Parodije
| Leto | Naslov parodije                                                                         | Imitirani/-a | Vloga                 | Video   |
| ---- | --------------------------------------------------------------------------------------- | --- | --------------------- | ------- |
| 2007 | Hepatitis B                                                                             | Anžej Dežan | pevec                 | YouTube |
| 2007 | Urška                                                                                   | Jan Plestenjak | pevec                 | YouTube |
| 2007 | S.O.L.I.S.                                                                              | Tomi Meglič | pevec                 | YouTube |
| 2007 | You always dreamt about Njega                                                           | Fredi Miler | pevec                 | YouTube |
| 2007 | Čakam te                                                                                | Rok Kosmač | pevec                 | YouTube |
| 2007 | S Katancem v JAR                                                                        | Vlado Kreslin | pevec                 | YouTube |
| 2007 | Hamburger in marmelada                                                                  | Rok Ferengja | pevec                 | YouTube |
| 2008 | Da veš                                                                                  | Alya | pevka                 | YouTube |
| 2008 | Oda radosti                                                                             | Damjan Murko | pevec                 | YouTube |
| 2008 | Nor sem                                                                                 | Dennis ex. Game over | pevec                 | YouTube |
| 2011 | Twelve                                                                                  | Bono | pevec                 | YouTube |
| 2011 | You're beautiful                                                                        | James Blunt | pevec                 | YouTube |
| 2011 | Zero                                                                                    | Enrique Iglesias | pevec                 | YouTube |
| 2011 | It ain't over 'til it's over                                                            | Lenny Kravitz | pevec                 | YouTube |
| 2011 | Marío                                                                                   | Ricky Martin | pevec                 | YouTube |
| 2011 | Left Outside Alone                                                                      | Anastacia | pevec                 | YouTube |
| 2011 | Viva la Corrida                                                                         | Chris Martin | pevec                 | YouTube |
| 2011 | Jodl Jodl (This time for Slovenija)                                                     | Shakira | pevec                 | YouTube |
| 2011 | Sex Bomb                                                                                | Tom Jones | pevec                 | YouTube |
| 2011 | Bed of roses                                                                            | Jon Bon Jovi | pevec                 | YouTube |
| 2011 | Shape of a chicken                                                                      | Sting | pevec                 | YouTube |
| 2012 | Mi fa schifo questa vita                                                                | Eros Ramazzotti Tina Turner | pevec                 | YouTube |
| 2012 | Slovenia Will Win (Eurovision Song Contest)                                             | One Man Band Aid Bono Sting James Blunt Elton John Chris Martin Dunajski dečki Justin Bieber Lenny Kravitz Gospel choir Lady Gaga | pevci                 | YouTube |
| 2013 | Slash interview                                                                         | / Slash | glasbenik             | YouTube |
| 2013 | Polka Gangnam Style                                                                     | Psy | pevec                 | YouTube |
| 2013 | JJ Style                                                                                | Janez Janša | politik               | YouTube |
| 2013 | Ti moja rožica                                                                          | Modrijani | band                  | YouTube |
| 2013 | Cooking with Bojan Emeršič                                                              | Jamie Oliver | kuhar                 | YouTube |
| 2013 | Najlepše otroške pesmice                                                                | Eroika | trio                  | YouTube |
| 2013 | Nočem biti papež                                                                        | Franc Rode | kardinal              | YouTube |
| 2013 | Proposing to Hannah Mancini                                                             | Hugh Hefner | ustanovitelj Playboya | YouTube |
| 2013 | Jasna Kuljaj                                                                            | Dr. House | TV lik                | YouTube |
| 2013 | Holivud hils                                                                            | Branko Đurić | igralec               | YouTube |
| 2013 | Penzioner                                                                               | / Karl Erjavec | politik               | YouTube |
| 2013 | Dejan Zavec vs Chuck Norris                                                             | Chuck Norris | igralec               | YouTube |
| 2013 | Aplavz                                                                                  | Gašpar Gašpar Mišič | politik               | YouTube |
| 2013 | The Perverted Dance (Cut the Balls)                                                     | Slavoj Žižek | filozof               | YouTube |
| 2013 | La Mia Strada È La Mia Decisione                                                        | Andrea Massi | smučarski trener      | YouTube |
| 2013 | Zdaj prihajam in zdaj grem                                                              | Magnifico | glasbenik             | YouTube |
| 2013 | Modern Pope                                                                             | Papež Frančišek | papež                 | YouTube |
| 2014 | Gromska strela                                                                          | Modrijani | band                  | YouTube |
| 2014 | Dragon, Dragone                                                                         | Goran Dragić | košarkar              | YouTube |
| 2014 | Delam vse, kar dela Pahor                                                               | Borut Pahor | politik               | YouTube |
| 2014 | Na veliko noč                                                                           | Soul Greg Artist | glasbenik             | YouTube |
| 2014 | Put me zove                                                                             | Halid Bešlić | glasbenik             | YouTube |
| 2014 | Sad je tu sve EU                                                                        | Oliver Dragojević | glasbenik             | YouTube |
| 2014 | Zgoraj brez                                                                             | Tanja Žagar | glasbenica            | YouTube |
| 2020 | Slovenia’s 25 years in the Eurovision Song Contest                                      | Vsi zmagovalci Eme od 1993 do 2019                                                                                                | glasbeniki            | YouTube |
| 2025 | All Eurovision Winners (2000-2025) The Ultimate Eurovision Challenge by Klemen Slakonja | Vsi zmagovalci Pesmi Evrovizije v tem tisočletju                                                                                  | glasbeniki            | Youtube |

### Projekt TheMockingbirdMan
Je projekt, v katerem oponaša pomembne svetovne voditelje, politike, športnike. 
| Št. | Naslov                                    | Imitiranec     | Režiser     | Premiera                          | Datum izida       | Video   |
| --- | ----------------------------------------- | -------------- | ----------- | --------------------------------- | ----------------- | ------- |
| 1   | Putin, Putout                             | Vladimir Putin | Miha Knific | Studio 1 RTV Slovenija (EMA 2016) | 27. februar 2016  | YouTube |
| 2   | Golden Dump (The Trump Hump)              | Donald Trump   | Miha Knific | SitiTeater BTC Ljubljana          | 17. julij 2016    | YouTube |
| 3   | Ruf mich Angela                           | Angela Merkel  | Miha Knific | YouTube                           | 3. julij 2017     | YouTube |
| 4   | My Name Is Luka (Say Hello To My Bazooka) | Luka Dončić    | Miha Knific | YouTube                           | 19. december 2019 | YouTube |

## Diskografija
Mini album (EP)
- 2020: Under My Xmas Tree (EP, Universal Music Slovenia)

Singli
- 2025: How Much Time Do We Have Left

## Intervjuji
- Prvaki tedna: gost Klemen Slakonja (Prvi program Radia Slovenija, 2025)
- Koliko časa je ostalo Klemnu Slakonji? (Nedeljski dnevnik, 2025)
- Klemen Slakonja: Z Mojco sem postal drug človek (Suzy, 2023)
- Mojca Fatur in Klemen Slakonja (Nedelo, 2022)
- Kaj dogaja? Gost Klemen Slakonja (RTV SLO, 2020)
- Klemen Slakonja: "Če je kaj, česar nam korona ne more vzeti, je to božič" (MMC RTV SLO, 2020)
- Klemen Slakonja: Naučil sem se poslušati samega sebe (Delo, Sobotna priloga, 2018)
- "Cenzurirali so me samo enkrat. Ko je šlo za določenega politika." ( MMC RTV SLO, 2016)
- Od blizu: gost Klemen Slakonja (RTV SLO, 2016)